# Bibendum

Michelin-Logo mit Bib

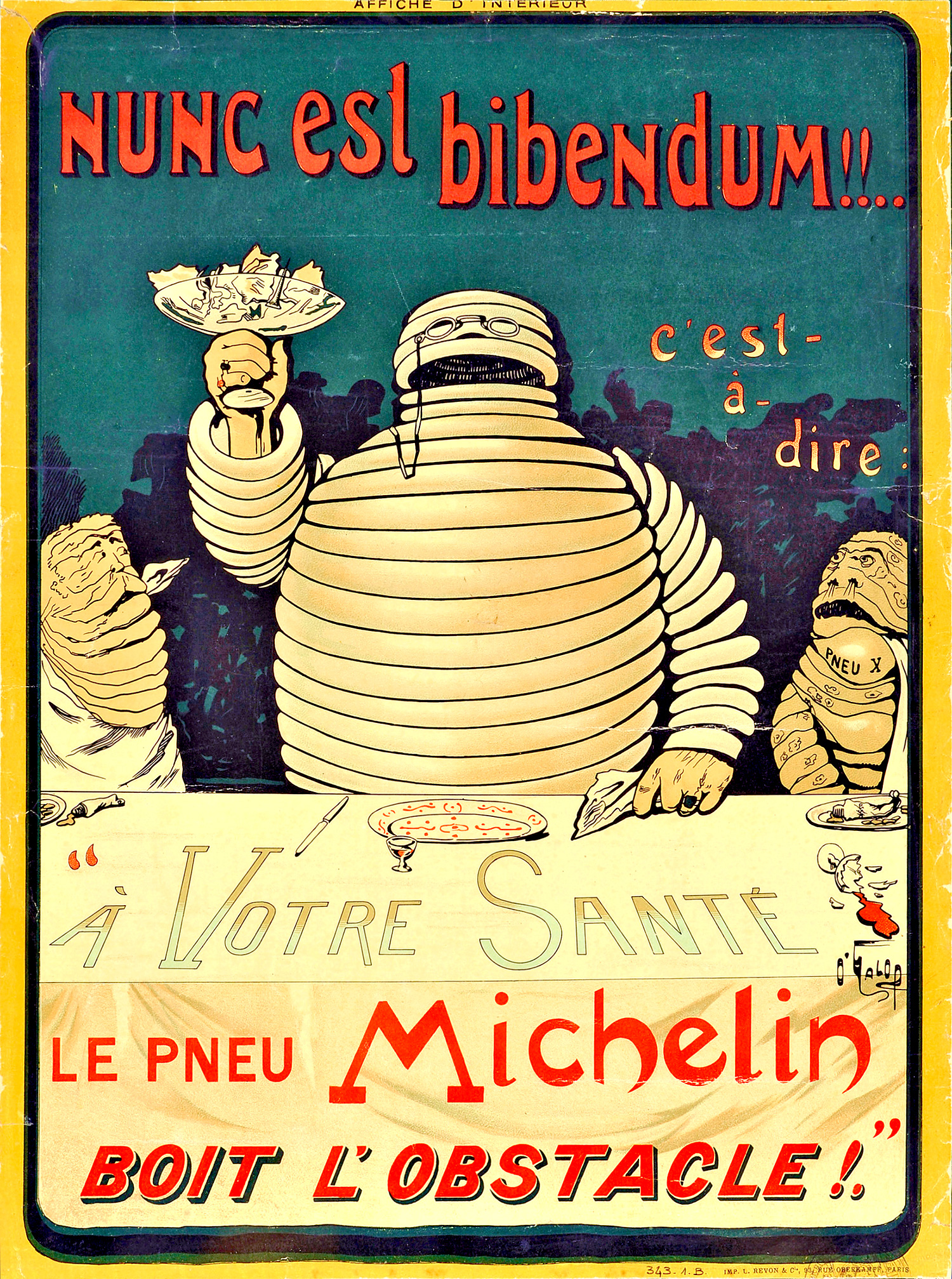
Bibendum-Poster von 1898

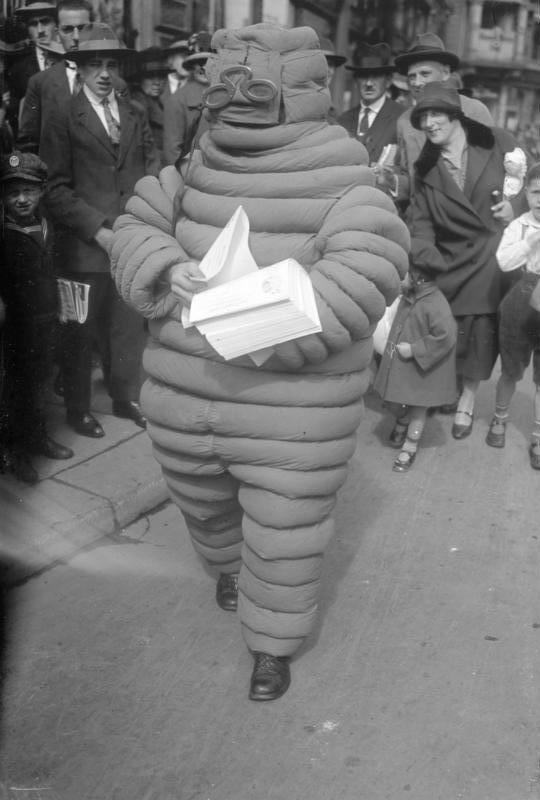
Maskottchen mit Bibendum-Kostüm 1931 in Berlin

Michelin-Männchen mit Zigarre

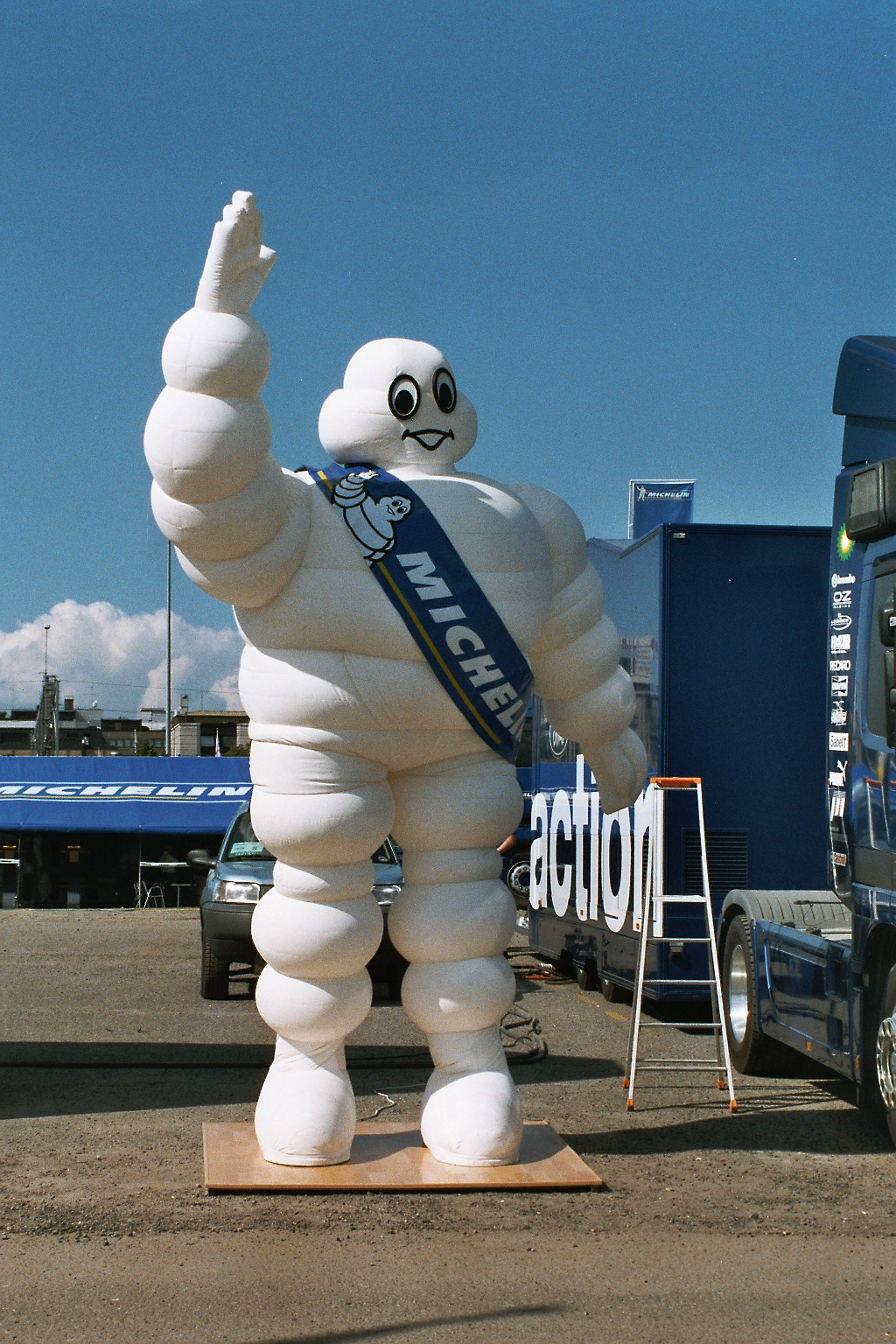
Bibendum 2004

Das Michelin-Männchen, offiziell Bibendum (Aussprache: [bibɛ̃'dɔm]) oder kurz Bib genannt, ist die Werbefigur oder das Maskottchen des französischen Reifenherstellers Michelin. 

## Geschichte
Auf der Weltausstellung 1894 in Lyon fiel dem Firmengründer Édouard Michelin ein Stapel Autoreifen verschiedener Größen auf, die in weiße Stoffhüllen verpackt waren. Er machte seinen Bruder André darauf aufmerksam: „Wenn er Arme hätte, sähe er fast wie ein Mensch aus.“ Dann fiel ihm ein Plakat ein, das einen dicken Bayern mit einer Maß Bier und dem lateinischen Spruch „Nunc est bibendum!“ – deutsch „Jetzt lasst uns trinken!“ – zeigte. 
Daraufhin ließen die Brüder ein Plakat mit einem Reifenmann entwerfen, der eine mit Glassplittern und Nägeln gefüllte Schale hochhebt, und der Inschrift: „Nunc est bibendum!!.. C’est-à-dire: À votre santé! Le pneu Michelin boit l’obstacle!.“ („Nunc est bibendum! Das heißt: Auf Ihr Wohl! Der Michelin-Reifen schluckt das Hindernis!“)
Bibendum bestand zuerst aus 40 weißen Reifen, später magerte er auf 26 ab. Auf den ersten Plakaten war Bib noch mit Zigarre zu sehen, die aufgrund vermehrter Nichtraucherkampagnen jedoch später entfernt wurde.

## Bib Gourmand
Im Restaurantführer Guide Michelin steht Bibendum als Symbol für die Kritik „Bib Gourmand“, mit der Restaurants ausgezeichnet werden, die  „sorgfältig zubereitete und preiswerte Mahlzeiten“ anbieten.

## Trivia
- Im animierten Kurzfilm Logorama von 2009 spielen zwei Michelin-Männchen mit.
- Der Stay Puft Marshmallow Man aus dem Film Ghostbusters – Die Geisterjäger von 1984 wurde laut Schauspieler Dan Aykroyd dem Michelin-Männchen und dem Doughboy, dem Maskottchen der Firma Pillsbury, nachempfunden.[1]
- Häufig finden sich an/in/auf Lkw Bibendum-Puppen.